# فيصل بندر الدويش
فيصل بندر وطبان الدويش المطيري من مواليد دولة الكويت في عام 1947، وهو أمير قبيلة مطير، ونائب سابق في مجلس الامة، شارك في انتخابات مجلس الأمة الكويتي عن الدائرة الرابعة  الشامية عام 1975 وفاز بالانتخابات، كما شارك في انتخابات مجلس الأمة الكويتي عن الدائرة السابعة عشر جليب الشيوخ عام 1981 وفاز بالانتخابات، كما شارك في انتخابات مجلس الأمة الكويتي عن الدائرة السابعة عشر جليب الشيوخ عام 1985 وفاز بالانتخابات.

## مواقفه في مجلس الأمة
| الكتل                                                 | مستقل - قبلي         |
| اللجان                                                | التشريعية والقانونية |
| الحركة الدستورية (32 نواب سابقين) (1989)              | لا ينتمي إلى الحركة  |
| الاستجوابات (1986)                                    | لم يقدم استجوابا     |
| قانون حق الانتخاب للمتجنسين (1986)                    | ممتنع                |
| تعديل المادة الاولى من قانون المحكمة الدستورية (1986) | موافق                |
| استجواب سلمان الدعيج (1985)                           | أيد حجب الثقة        |

- وفي مجلس 1981 عارض مبدأ تعديل الدستور عام 1982.